# Ricardo Pepi
Ricardo Daniel Pepi (El Paso, 9 gennaio 2003) è un calciatore statunitense, attaccante del PSV e della nazionale statunitense.

## Caratteristiche tecniche
Ritenuto uno degli attaccanti statunitensi più forti della sua generazione, Pepi ricopre il ruolo di punta centrale, è un giocatore che possiede dinamismo, è destro naturale ma calcia bene con entrambi i piedi. Quando attacca si distingue principalmente per la capacità di tirare con potenza oltre che per il buon movimento senza palla. Possiede un buon atletismo, abile nel colpire di testa oltre a essere un bravo rigorista.

## Carriera

### Club

#### FC Dallas e Augusta
Di origine messicana e italiana, è cresciuto nel settore giovanile del FC Dallas, con cui esordisce in prima squadra il 13 giugno 2019 in occasione dell'incontro di coppa nazionale vinto 4-0 contro l'OKC Energy. Dieci giorni più tardi debutta anche in MLS nella sfida vinta 3-0 contro il Toronto FC. La prima rete arriva la stagione seguente, quando sigla, al 96', il gol del definitivo 2-2 nell'incontro casalingo contro il Montréal Impact.Nell'edizione 2021 della Major Soccer League segna trecici gol, realizza una doppietta sconfiggendo per 2-1 il New England Revolution e battendo per 5-3 l'Austin oltre a essere autore di una tripletta nel successo per 4-0 contro il Los Angeles Galaxy.
Dopo avere ben performato con l'FC Dallas, il 3 gennaio 2022 firma per i tedeschi dell'Augusta. Cinque giorni dopo fa il suo debutto con la nuova squadra nella sconfitta esterna per 3-1 contro l'Hoffenheim.

#### Groninhen
Il 1º settembre 2022 viene ceduto in prestito al Groningen.Dieci giorni dopo fa il suo esordio in Eredivise con gli olandesi, subentrando nel secondo tempo della vittoria esterna contro il Cambuur, dove fornisce anche l'assist decisivo con cui Tomáš Suslov segna il gol del 1-0, durante l'edizione del campionato realizza dodici reti, la prima  nella sconfitta fuori casa contro lo Sparta Rotterdam (1-2), il 7 ottobre successivo realizza la sua prima doppietta contro il RKC Waalwijk, senza riuscire ad evitare la sconfitta per 3-2, le uniche due vittorie in cui riesce a siglare un gol cono contro il PSV (4-2) e l'Excelsior (3-0), segna una rete anche contro l'Emmen e il Go Ahead Eagles pareggiando per 1-1 in entrambi i match. Nella Coppa Olanda segna il gol del 3-0 sconfiggendo il Dordrecht.

#### PSV
Il 7 luglio 2023 viene ceduto a titolo definitivo al PSV, con cui sigla un contratto quinquennale. Debutta il 4 agosto successivo nella sfida di Supercoppa vinta per 1-0 contro il Feyenoord. Quattro giorni dopo la il suo debutto in Champions League, nell'andata del terzo turno di qualificazione contro lo Sturm Graz (4-1). Nella sfida di ritorno segna anche la sua prima rete nelle competizioni europee, e con la nuova maglia, firmando il gol del 3-1. Il 16 settembre successivo, realizza la sua prima rete in campionato nella vittoria casalinga per 4-0 contro il N.E.C., la squadra vince l'Eredivise, Pepi segna un gol nelle schiaccianti vittorie contro l'Heracles (6-0) e il PEC Zwolle (7-1), realizza la rete del 2-0 sconfiggendo il Heerenveen, l'ultilo gol che segna decide il successo per 1-0 ai danni del Twente.
Nell'edizione 2024-2025 della Champions League, sia contro lo Shakhtar Donetsk che il Liverpool segna l'ultima rete decidendo in entrambi i match la vittoria per 3-2.

### Nazionale
Ha giocato nella nazionale statunitense Under-17.
L'8 settembre 2021 debutta a 18 anni con la nazionale maggiore statunitense in occasione del successo per 1-4 contro l'Honduras nelle qualificazioni ai Mondiali 2022, mettendosi in luce realizzando un gol e fornendo 2 assist, mentre nella partita successiva realizza la sua prima doppietta in nazionale che è valsa la vittoria su 2-0 contro la Giamaica.

## Statistiche

### Presenze e reti nei club
Statistiche aggiornate al 25 gennaio 2025.
| Stagione         | Squadra          | Campionato       | Campionato | Campionato | Coppe nazionali | Coppe nazionali | Coppe nazionali | Coppe continentali | Coppe continentali | Coppe continentali | Altre coppe | Altre coppe | Altre coppe | Totale | Totale | Totale |
| Stagione         | Squadra          | Comp             | Pres       | Reti       | Comp            | Pres            | Reti            | Comp               | Pres               | Reti               | Comp        | Pres        | Reti        | Pres   | Reti   |        |
| ---------------- | ---------------- | ---------------- | ---------- | ---------- | --------------- | --------------- | --------------- | ------------------ | ------------------ | ------------------ | ----------- | ----------- | ----------- | ------ | ------ | ------ |
| 2019             | FC Dallas        | MLS              | 7          | 0          | USOC            | 2               | 0               | -                  | -                  | -                  | -           | -           | -           | 9      | 0      |        |
| 2020             | FC Dallas        | MLS              | 17+2       | 2+1        | -               | -               | -               | -                  | -                  | -                  | -           | -           | -           | 19     | 3      |        |
| 2021             | FC Dallas        | MLS              | 31         | 13         | -               | -               | -               | -                  | -                  | -                  | -           | -           | -           | 31     | 13     |        |
| Totale FC Dallas | Totale FC Dallas | Totale FC Dallas | 57         | 16         |                 | 2               | 0               |                    | -                  | -                  |             | -           | -           | 59     | 16     |        |
| gen.-giu. 2022   | Augusta          | BL               | 11         | 0          | CG              | -               | -               | -                  | -                  | -                  | -           | -           | -           | 11     | 0      |        |
| ago. 2023        | Augusta          | BL               | 4          | 0          | CG              | 1               | 0               | -                  | -                  | -                  | -           | -           | -           | 5      | 0      |        |
| Totale Augusta   | Totale Augusta   | Totale Augusta   | 15         | 0          |                 | 1               | 0               |                    | -                  | -                  |             | -           | -           | 16     | 0      |        |
| sett. 2022-2023  | Groningen        | ED               | 29         | 12         | CO              | 2               | 1               | -                  | -                  | -                  | -           | -           | -           | 31     | 13     |        |
| 2023-2024        | PSV              | ED               | 25         | 7          | CO              | 2               | 0               | UCL                | 10                 | 2                  | SO          | 1           | 0           | 38     | 9      |        |
| 2024-2025        | PSV              | ED               | 18         | 11         | CO              | 2               | 4               | UCL                | 7                  | 2                  | SO          | 1           | 0           | 28     | 17     |        |
| Totale PSV       | Totale PSV       | Totale PSV       | 43         | 18         |                 | 4               | 4               |                    | 17                 | 4                  |             | 2           | 0           | 66     | 26     |        |
| Totale carriera  | Totale carriera  | Totale carriera  | 144        | 46         |                 | 9               | 5               |                    | 17                 | 4                  |             | 2           | 0           | 172    | 55     |        |

### Cronologia presenze e reti in nazionale
| Cronologia completa delle presenze e delle reti in nazionale ― Stati Uniti | Cronologia completa delle presenze e delle reti in nazionale ― Stati Uniti | Cronologia completa delle presenze e delle reti in nazionale ― Stati Uniti | Cronologia completa delle presenze e delle reti in nazionale ― Stati Uniti | Cronologia completa delle presenze e delle reti in nazionale ― Stati Uniti | Cronologia completa delle presenze e delle reti in nazionale ― Stati Uniti | Cronologia completa delle presenze e delle reti in nazionale ― Stati Uniti | Cronologia completa delle presenze e delle reti in nazionale ― Stati Uniti |
| Data                                                                       | Città                                                                      | In casa                                                                    | Risultato                                                                  | Ospiti                                                                     | Competizione                                                               | Reti                                                                       | Note                                                                       |
| -------------------------------------------------------------------------- | -------------------------------------------------------------------------- | -------------------------------------------------------------------------- | -------------------------------------------------------------------------- | -------------------------------------------------------------------------- | -------------------------------------------------------------------------- | -------------------------------------------------------------------------- | -------------------------------------------------------------------------- |
| 8-9-2021                                                                   | San Pedro Sula                                                             | Honduras                                                                   | 1 – 4                                                                      | Stati Uniti                                                                | Qual. Mondiali 2022                                                        | 1                                                                          |                                                                            |
| 7-10-2021                                                                  | Austin                                                                     | Stati Uniti                                                                | 2 – 0                                                                      | Giamaica                                                                   | Qual. Mondiali 2022                                                        | 2                                                                          | 68’                                                                        |
| 10-10-2021                                                                 | Panama                                                                     | Panama                                                                     | 1 – 0                                                                      | Stati Uniti                                                                | Qual. Mondiali 2022                                                        | -                                                                          | 68’                                                                        |
| 13-10-2021                                                                 | Columbus                                                                   | Stati Uniti                                                                | 2 – 1                                                                      | Costa Rica                                                                 | Qual. Mondiali 2022                                                        | -                                                                          | 86’                                                                        |
| 12-11-2021                                                                 | Cincinnati                                                                 | Stati Uniti                                                                | 2 – 0                                                                      | Messico                                                                    | Qual. Mondiali 2022                                                        | -                                                                          | 82’                                                                        |
| 16-11-2021                                                                 | Kingston                                                                   | Giamaica                                                                   | 1 – 1                                                                      | Stati Uniti                                                                | Qual. Mondiali 2022                                                        | -                                                                          | 78’                                                                        |
| 18-12-2021                                                                 | Los Angeles                                                                | Stati Uniti                                                                | 1 – 0                                                                      | Bosnia ed Erzegovina                                                       | Amichevole                                                                 | -                                                                          | 62’                                                                        |
| 30-1-2022                                                                  | Hamilton                                                                   | Canada                                                                     | 2 – 0                                                                      | Stati Uniti                                                                | Qual. Mondiali 2022                                                        | -                                                                          | 69’                                                                        |
| 2-2-2022                                                                   | Saint Paul                                                                 | Stati Uniti                                                                | 3 – 0                                                                      | Honduras                                                                   | Qual. Mondiali 2022                                                        | -                                                                          | 76’                                                                        |
| 24-3-2022                                                                  | Città del Messico                                                          | Messico                                                                    | 0 – 0                                                                      | Stati Uniti                                                                | Qual. Mondiali 2022                                                        | -                                                                          | 60’                                                                        |
| 30-3-2022                                                                  | San José                                                                   | Costa Rica                                                                 | 2 – 0                                                                      | Stati Uniti                                                                | Qual. Mondiali 2022                                                        | -                                                                          | 61’                                                                        |
| 27-9-2022                                                                  | Murcia                                                                     | Arabia Saudita                                                             | 0 – 0                                                                      | Stati Uniti                                                                | Amichevole                                                                 | -                                                                          | 59’                                                                        |
| 24-3-2023                                                                  | Saint George's                                                             | Grenada                                                                    | 1 – 7                                                                      | Stati Uniti                                                                | CONCACAF Nations League 2022-2023 - 1º turno                               | 2                                                                          | 57’                                                                        |
| 27-3-2023                                                                  | Orlando                                                                    | Stati Uniti                                                                | 1 – 0                                                                      | El Salvador                                                                | CONCACAF Nations League 2022-2023 - 1º turno                               | 1                                                                          | 60’                                                                        |
| 15-6-2023                                                                  | Paradise                                                                   | Stati Uniti                                                                | 3 – 0                                                                      | Messico                                                                    | CONCACAF Nations League 2022-2023 - Semifinale                             | 1                                                                          | 74’                                                                        |
| 18-6-2023                                                                  | Paradise                                                                   | Canada                                                                     | 0 – 2                                                                      | Stati Uniti                                                                | CONCACAF Nations League 2022-2023 - Finale                                 | -                                                                          | 76’                                                                        |
| 9-9-2023                                                                   | St. Louis                                                                  | Stati Uniti                                                                | 3 – 0                                                                      | Uzbekistan                                                                 | Amichevole                                                                 | 1                                                                          | 46’                                                                        |
| 12-9-2023                                                                  | Saint Paul                                                                 | Stati Uniti                                                                | 4 – 0                                                                      | Oman                                                                       | Amichevole                                                                 | 1                                                                          | 46’                                                                        |
| 14-10-2023                                                                 | East Hartford                                                              | Stati Uniti                                                                | 1 – 3                                                                      | Germania                                                                   | Amichevole                                                                 | -                                                                          | 66’                                                                        |
| 17-10-2023                                                                 | Nashville                                                                  | Stati Uniti                                                                | 4 – 0                                                                      | Ghana                                                                      | Amichevole                                                                 | -                                                                          | 46’                                                                        |
| 16-11-2023                                                                 | Austin                                                                     | Stati Uniti                                                                | 3 – 0                                                                      | Trinidad e Tobago                                                          | CONCACAF Nations League 2023-2024 - Quarti di finale                       | 1                                                                          | 66’                                                                        |
| 21-11-2023                                                                 | Port of Spain                                                              | Trinidad e Tobago                                                          | 2 – 1                                                                      | Stati Uniti                                                                | CONCACAF Nations League 2023-2024 - Quarti di finale                       | -                                                                          | 65’                                                                        |
| 21-3-2024                                                                  | Arlington                                                                  | Stati Uniti                                                                | 3 – 1 dts                                                                  | Giamaica                                                                   | CONCACAF Nations League 2023-2024 - Semifinale                             | -                                                                          | 63’                                                                        |
| 8-6-2024                                                                   | Landover                                                                   | Stati Uniti                                                                | 1 – 5                                                                      | Colombia                                                                   | Amichevole                                                                 | -                                                                          | 72’                                                                        |
| 12-6-2024                                                                  | Orlando                                                                    | Stati Uniti                                                                | 1 – 1                                                                      | Brasile                                                                    | Amichevole                                                                 | -                                                                          | 64’                                                                        |
| 23-6-2024                                                                  | Arlington                                                                  | Stati Uniti                                                                | 2 – 0                                                                      | Bolivia                                                                    | Coppa America 2024 - 1º turno                                              | -                                                                          | 65’                                                                        |
| 27-6-2024                                                                  | Atlanta                                                                    | Panama                                                                     | 2 – 1                                                                      | Stati Uniti                                                                | Coppa America 2024 - 1º turno                                              | -                                                                          | 72’                                                                        |
| 1-7-2024                                                                   | Kansas City                                                                | Stati Uniti                                                                | 0 – 1                                                                      | Uruguay                                                                    | Coppa America 2024 - 1º turno                                              | -                                                                          | 41’                                                                        |
| 7-9-2024                                                                   | Kansas City                                                                | Stati Uniti                                                                | 1 – 2                                                                      | Canada                                                                     | Amichevole                                                                 | -                                                                          | 82’                                                                        |
| 10-9-2024                                                                  | Cincinnati                                                                 | Stati Uniti                                                                | 1 – 1                                                                      | Nuova Zelanda                                                              | Amichevole                                                                 | -                                                                          | 86’                                                                        |
| 12-10-2024                                                                 | Austin                                                                     | Stati Uniti                                                                | 2 – 0                                                                      | Panama                                                                     | Amichevole                                                                 | 1                                                                          | 67’                                                                        |
| 14-11-2024                                                                 | Kingston                                                                   | Giamaica                                                                   | 0 – 1                                                                      | Stati Uniti                                                                | CONCACAF Nations League 2024-2025 - Quarti di finale                       | 1                                                                          | 72’                                                                        |
| 18-11-2024                                                                 | Saint Louis                                                                | Stati Uniti                                                                | 4 – 2                                                                      | Giamaica                                                                   | CONCACAF Nations League 2024-2025 - Quarti di finale                       | 1                                                                          | 77’                                                                        |
| Totale                                                                     |                                                                            | Presenze                                                                   | 33                                                                         |                                                                            | Reti                                                                       | 13                                                                         |                                                                            |

## Palmarès

### Club
- USL League One: 1

North Texas: 2019
- Supercoppa dei Paesi Bassi: 2

PSV: 2023, 2025
- Campionato olandese: 2

PSV: 2023-2024, 2024-2025

### Nazionale
- CONCACAF Nations League: 2

2022-2023, 2023-2024

### Individuale
- Premi Major League Soccer: 1

Miglior giovane: 2021
- U.S. Soccer Athlete of the Year: 1

Miglior giovane: 2021